# ایدولیو ایسلاس
ایدولیو ایسلاس گومز (انگلیسی:Idulio Islas Gómez؛ متولد ۱۶ ژانویه ۱۹۸۷ در مورلوس) یک تکواندوکار مکزیکی است. او در وزن ۶۸ کیلوگرم در مسابقات قهرمانی تکواندو جهان ۲۰۰۹ در کپنهاگ، دانمارک به مدال نقره دست یافت و در یونیورسیاد تابستانی ۲۰۱۱ در شنژن، چین به مدال برنز رسید.
ایسلاس پس از کسب مقام سوم در مسابقات انتخابی پان امریکن در کالی، کلمبیا، جواز حضور در بازی‌های المپیک تابستانی ۲۰۰۸ پکن را در وزن ۶۸ کیلوگرم مردان بدست آورد. وی در مرحله مقدماتی، پس از تساوی ۲–۲ مقابل آیسا آدام محمد از نیجریه با تصمیم گروه داوری، شکست خورد.